# Fernande Caroen
Fernande Caroen, née le 27 juillet 1920 à Ostende et morte le 16 avril 1998 dans la même ville, est une nageuse belge.

## Carrière
Fernande Caroen remporte la médaille de bronze du 400 mètres nage libre aux championnats d'Europe de natation 1938 et aux championnats d'Europe de natation 1947.
Elle participe également aux Jeux olympiques d'été de 1948 ; elle termine quatrième de la finale du 400 mètres nage libre et est éliminée en séries du 100 mètres nage libre et du relais 4 × 100 mètres nage libre.

## Distinctions
- Trophée national du Mérite sportif (1940)[1].